# ボビー・ロブソン
サー・ロバート・ウィリアム・ロブソン CBE（Sir Robert William "Bobby" Robson CBE, 1933年2月18日 - 2009年7月31日） は、イングランド出身のサッカー選手、指導者。選手としてイングランド代表でプレイし、現役引退後は監督を務めた。
プロサッカー選手としての20年近くのキャリアを3つのクラブ、フラム、ウェスト・ブロムウィッチ・アルビオン、バンクーバー・ロイヤルズで送り、ポジションはインサイドフォワードであった。イングランド代表では20キャップを記録し、4ゴールを挙げている。現役引退後には監督としてクラブ、代表の双方で結果を残し、オランダとポルトガルではリーグタイトル、イングランドとスペインでもカップ戦のタイトルを獲得した。1990 FIFAワールドカップでは1966 FIFAワールドカップ以降では最高となるベスト4へイングランド代表を導いた。最後に就いた仕事はアイルランド代表監督の顧問であった。
2002年にはナイトを受勲し、2003年にはイングランドサッカーの殿堂入りをし、イプスウィッチ・タウンの名誉会長の栄誉を授かった。1991年からがんに冒され健康に問題を抱えたが、2008年3月からがん研究のための慈善団体であるサー・ボビー・ロブソン基金を設立し、700万ポンド以上の資金を集めた（2014年3月現在）。2008年8月に肺がんは末期状態となったが、「病状は最後に化学療法を行っていた時から変わっていない。そう長くはないだろう。けれども、それは誰もが辿る道であるし、これまで1分1秒を楽しんできた。」と話し、その翌年に亡くなった。

## 生い立ち
ロブソンはダラムのサクリストンでフィリップとリリアン（旧姓ワット）夫妻の間に5人兄弟の4番目の子どもとして生を受けた。ロブソンが生まれて数ヶ月の時に家族は近くの村であるラングレー・パークに引っ越し、父は炭鉱夫として家族の生活を支えた。そこでのロブソンの家は寝室は二部屋あるが風呂はなく、トイレは家の外にあった。往復で34マイルの道のりを要したが、土曜日の午後には父親にセント・ジェームズ・パークへニューカッスル・ユナイテッドの試合を観によく連れて行ってもらっていた。少年時代のアイドルはジャッキー・ミルバーンとレイ・シャクルトンであったが、両選手ともニューカッスルではインサイドフォワードのポジションを務めており、それは後にロブソンがサッカー選手としてのキャリアで務めることになるポジションであった。
ロブソンはラングレー・パーク小学校に入学し、中等教育機関であるウォーターハウシズ・セカンダリー・モダン・スクールに進学したが、校長が学校のサッカーチームがリーグに加盟することを許可しなかったため、代わりに11歳の時からはラングレー・パーク・ジュニアーズで土曜日の朝にプレイするようになり、15歳の時にはクラブのU-18のチームを代表する選手になっていた。15歳で学校を卒業すると村の炭鉱で電気技師の見習いとして働き始めたが、空いた時間にはサッカーをしており、1950年5月にフラムで監督を務めていたビル・ドッドジンがロブソン家を訪れ、ロブソンにプロ契約を提示した。家から近いミドルズブラからもオファーを受けていたが、ドッドジンが提示したオファーは断るには惜しい内容であったため、フラムと契約し、ロンドンへ移ることを選択した。フラムではインサイドフォワードとウイングハーフを務めることになった。ロブソンが応援していたチームであるニューカッスルも関心を示していたが、ロブソンの考えでは、「ニューカッスルは自分と契約するために何の努力もしなかった」。ロブソンはまた、フラムの方がトップチームで出場できる可能性が高いと考えていた。

## 選手経歴

### クラブ
父は電気技師としての仕事を続けることを望んでいたが、ロブソンはプロ契約を結んだ。日中はイギリス祭りの展覧会場で働き、週の3日間、夜間練習に参加していたが、両立は難しく、結局はサッカー選手1本で生計を立てるため、他の仕事は辞めることになった。
1950年、ディビジョン1に昇格したばかりのフラム対シェフィールド・ウェンズデイ戦でトップチームデビューを果たした。ロブソンは、「優勝を目指すチームではないが、社交的で素晴らしいクラブである。」とフラムに敬意を抱くようになった。1951-52シーズンにフラムは下部リーグに降格したが、ロブソンは4年後の1956年3月、当時のクラブ記録なる移籍金25,000ポンドでウェスト・ブロムウィッチ・アルビオンに加入し、再びトップリーグでプレイすることになった。
アルビオンでのデビュー戦は1956年3月10日に行われ、0-4で敗れたマンチェスター・シティ戦である。1957-58シーズンには5-1で勝利したバーンリー戦での4ゴールを含め、クラブのトップリーグでの記録となる24ゴールを挙げた。中盤でプレイすることも少なくなかったが、ウェスト・ブロムウィッチ・アルビオンでは257試合61ゴールという成績を残し、1960-61シーズンと1961-62シーズンはキャプテンを務めた。しかし、1962年の夏、クラブの副会長であったジム・ガウントと金銭面で合意できず、フラムへ復帰することになった。出場給についての議論中にチームメイトのジミー・ヒルと選手協会は、2人目の子どもが生まれたことを理由に昇給を要求するようロブソンを促したが、ガウントはロブソンとの契約交渉を拒否したため、ロブソンはトランスファー・リクエストを提出し、20,000ポンドの移籍金でフラムに放出されることになった。そこでは給料は2倍になったが、ロブソンの加入直後にクラブはアラン・ムレリーとロドニー・マーシュを放出したため、何らかのタイトルを獲得する可能性は小さくなってしまった。ロブソンは、「サッカー選手としてのキャリアでは、何も勝ち取ることはなかった。」と振り返っている。
アーセナルと選手兼任監督としてサウスエンド・ユナイテッドが興味を持っていると報じられたが、1967年にフラムを去ったロブソンはバンクーバー・ロイヤルズと3年間の契約を結んだ。「逃すには惜しいチャンスである」と考えており、北米サッカーリーグの1968年のシーズンには選手兼任監督になることになっていたが、サンフランシスコ・ゴールデン・ゲート・ゲールズの所有者がチームの共同保有者となり、難しい立場に置かれてしまった。その影響を受け、チームのサンフランシスコ部門についてはフェレンツ・プスカシュが、バンクーバー部門についてはロブソンが監督するということになったが、こうした状況に不満を募らせたロブソンは、1968年1月にフラムからの監督就任オファーを受け入れた。

### 代表
フラム所属時にFAの使節団の一員として1955年に西インド諸島、1956年に南アフリカ共和国を訪れたが、A代表のメンバーとして初めてイングランド代表に招集されたのは、監督であったヴィク・バッキンガムが採用するトータル・フットボールの前身とも言えるプッシュ・アンド・ラン戦術を実践していたウェスト・ブロムウィッチ・アルビオンに所属していた1956年のことであった。チームメイトでイングランド代表監督時代にアシスタントコーチを務めることになるドン・ハウも一緒に選出された。
1957年11月に行われたフランス代表戦がデビュー戦であり、4-0で勝利し、ロブソンは2ゴールを挙げた。素晴らしいデビューを飾ったが、次戦のスコットランド代表戦ではボビー・チャールトンが起用されたため、出場機会はなかった。しかし、1958 FIFAワールドカップではナット・ロフトハウス、スタンリー・マシューズを差し置いてメンバー入りを果たした。ワールドカップでのイングランド代表はソビエト連邦代表にグループリーグのプレイオフで敗れ、失意のまま大会を後にした。
ワールドカップ後にはイングランド代表でも重要な選手となり、1960年10月から1961年3月までに6勝を挙げ、ウェンブリー・スタジアムで記録的な9-3で勝利したスコットランド代表戦ではゴールを決めた。1962 FIFAワールドカップのメンバーにも選ばれたが、大会前にチリのクラブとの試合で足首を負傷し、本大会ではプレイできなかった。「私が再び代表でプレイすることはなかった…。代表でのキャリアには満足していない。」と回想しており、代表のポジションはボビー・ムーアに取って代わられた。

## 個人記録
| 概要             | 概要                     | 概要               | リーグ | リーグ | カップ           | カップ           | リーグカップ | リーグカップ | トータル | トータル |
| シーズン         | クラブ                   | ディビジョン       | 出場   | ゴール | 出場             | ゴール           | 出場         | ゴール       | 出場     | ゴール   |
| イングランド     | イングランド             | イングランド       | リーグ | リーグ | FAカップ         | FAカップ         | リーグカップ | リーグカップ | トータル | トータル |
| ---------------- | ------------------------ | ------------------ | ------ | ------ | ---------------- | ---------------- | ------------ | ------------ | -------- | -------- |
| 1950-51          | フラム                   | ディビジョン1      | 1      | 0      | –                | –                | –            | –            | 1        | 0        |
| 1951-52          | フラム                   | ディビジョン1      | 16     | 3      | –                | –                | –            | –            | 16       | 3        |
| 1952-53          | フラム                   | ディビジョン2      | 35     | 19     | 1                | 0                | –            | –            | 36       | 19       |
| 1953-54          | フラム                   | ディビジョン2      | 33     | 13     | 1                | 1                | –            | –            | 34       | 14       |
| 1954-55          | フラム                   | ディビジョン2      | 42     | 23     | 1                | 0                | –            | –            | 43       | 23       |
| 1955-56          | フラム                   | ディビジョン2      | 25     | 10     | 2                | 0                | –            | –            | 27       | 10       |
| 1955-56          | WBA                      | ディビジョン1      | 10     | 1      | –                | –                | –            | –            | 10       | 1        |
| 1956-57          | WBA                      | ディビジョン1      | 39     | 12     | 2                | 1                | –            | –            | 41       | 13       |
| 1957-58          | WBA                      | ディビジョン1      | 41     | 24     | 7                | 3                | –            | –            | 48       | 27       |
| 1958-59          | WBA                      | ディビジョン1      | 29     | 4      | 1                | 1                | –            | –            | 30       | 5        |
| 1959-60          | WBA                      | ディビジョン1      | 41     | 6      | 3                | 0                | –            | –            | 44       | 6        |
| 1960-61          | WBA                      | ディビジョン1      | 40     | 5      | 1                | 0                | –            | –            | 41       | 5        |
| 1961-62          | WBA                      | ディビジョン1      | 39     | 4      | 4                | 0                | –            | –            | 43       | 4        |
| 1962-63          | フラム                   | ディビジョン1      | 34     | 1      | 2                | 1                | 2            | 0            | 38       | 2        |
| 1963-64          | フラム                   | ディビジョン1      | 39     | 1      | 2                | 0                | 1            | 0            | 42       | 1        |
| 1964-65          | フラム                   | ディビジョン1      | 42     | 1      | 2                | 0                | 3            | 1            | 47       | 2        |
| 1965-66          | フラム                   | ディビジョン1      | 36     | 6      | –                | –                | 3            | 0            | 39       | 6        |
| 1966-67          | フラム                   | ディビジョン1      | 41     | 0      | 3                | 0                | 3            | 0            | 47       | 0        |
| 北米             | 北米                     | 北米               | リーグ | リーグ | USオープンカップ | USオープンカップ | リーグカップ | リーグカップ | トータル | トータル |
| 1967             | バンクーバー・ロイヤルズ | 北米サッカーリーグ | –      | –      | –                | –                | –            | –            | –        | –        |
| 1968             | バンクーバー・ロイヤルズ | 北米サッカーリーグ | –      | –      | –                | –                | –            | –            | –        | –        |
| トータル         | イングランド             | イングランド       | 583    | 133    | 32               | 7                | 12           | 1            | 627      | 141      |
| キャリアトータル | キャリアトータル         | キャリアトータル   | 583    | 133    | 32               | 7                | 12           | 1            | 627      | 141      |

| イングランド代表 | イングランド代表 | イングランド代表 |
| 年               | 出場             | ゴール           |
| ---------------- | ---------------- | ---------------- |
| 1957             | 1                | 2                |
| 1958             | 4                | 0                |
| 1959             | 0                | 0                |
| 1960             | 6                | 0                |
| 1961             | 8                | 2                |
| 1962             | 1                | 0                |
| トータル         | 20               | 4                |

### 代表でのゴール
| #  | 日付           | 会場                               | 対戦国         | スコア | 結果 | 大会                                       |
| -- | -------------- | ---------------------------------- | -------------- | ------ | ---- | ------------------------------------------ |
| 1. | 1957年11月27日 | ウェンブリー・スタジアム、ロンドン | フランス       | 2–0    | 4–0  | 親善試合                                   |
| 2. | 1957年11月27日 | ウェンブリー・スタジアム、ロンドン | フランス       | 4–0    | 4–0  | 親善試合                                   |
| 3. | 1961年4月15日  | ウェンブリー・スタジアム、ロンドン | スコットランド | 1–0    | 9–3  | ブリティッシュ・ホーム・チャンピオンシップ |
| 4. | 1961年5月10日  | ウェンブリー・スタジアム、ロンドン | メキシコ       | 3–0    | 8–0  | 親善試合                                   |

## 監督経歴

### キャリア初期

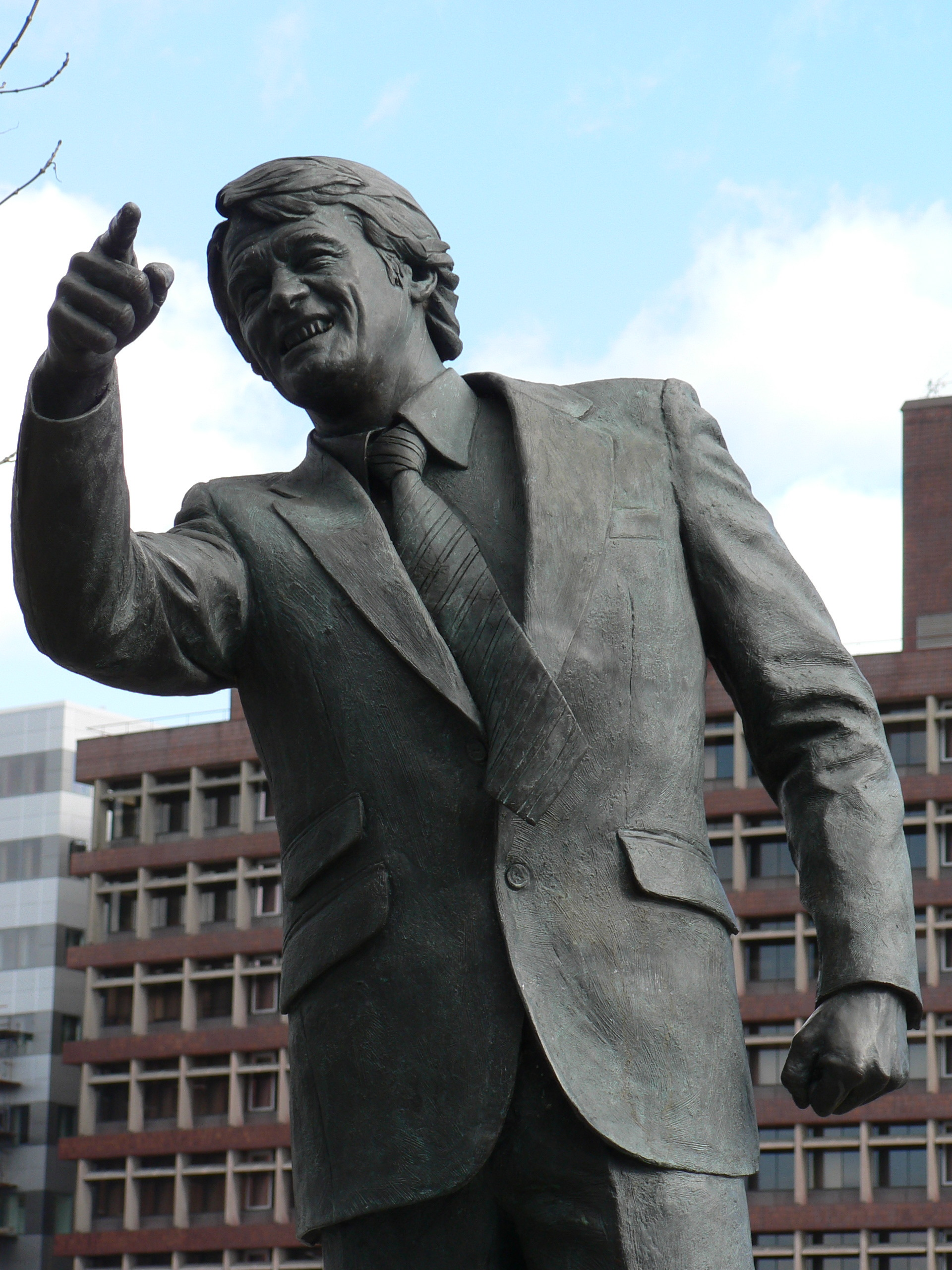
ポートマン・ロードに立つロブソンの銅像

1959年に当時のイングランド代表監督であり、FAのコーチングダイレクターを努めていたウォルター・ウィンターボトムより、リレシャルでコーチングコースを受けるよう薦められた。ロブソンはフラムの2度目の在籍時に指導者としての資格を取得し、オックスフォード・ユニバーシティでコーチも始めた。監督としてのデビューは選手としても所属していたフラムで1968年1月に行われたFAカップ3回戦のマクルズフィールド・タウン戦であった。若きマルコム・マクドナルドを獲得したが、フラムは24試合で16ポイントの勝ち点しか得られず、クラブの降格を防ぐことができなかったロブソンは、ディビジョン2で8位に位置していた11月にクラブを去ることになったが、クラブからではなく、駅で「ロブソン、クビ」という『ロンドン・イブニング・スタンダード』の見出しを見て、自身の処遇を知ったのであった。
1969年にイプスウィッチ・タウンの監督に就任したロブソンは、会長であったジョン・コボルド、兄弟のパトリック・コボルドの支持を受け、監督して成功を収め、自身の名声を高めることになった。ポートマン・ロードでチェルシーの監督を務めていたデイブ・セクストンの調査に訪れていたイプスウィッチのダイレクターであったマレイ・サングスターと出会い、空席となっていたポストに就くことができたのであった。特に実りのない4シーズンを過ごした後の1972-73シーズンにイプスウィッチをディビジョン1の4位に押し上げ、テクサコカップのタイトルを獲得した。そのシーズンから9シーズンの間、イプスウィッチが6位以下の順位でシーズンを終えたのは1977-78シーズンのみであるが、そのシーズンは決勝戦でアーセナルを破り、FAカップのタイトルを獲得した。13年間監督を務め、リーグ戦では2度の準優勝、ヨーロッパの大会でも常連となり、1980-81シーズンにはAZアルクマール戦を2試合計5-4で勝ち上がるなどし、UEFAカップのタイトルを獲得した。13年間の間に他クラブから獲得した選手はアラン・ハンター、ブライアン・ハミルトン、ポール・マリナーら14名だけであり、テリー・ブッチャー、ジョージ・バーレー、ジョン・ウォーク、ミック・マイルズ、コリン・ヴィルジョーン、アラン・ブラジル、トレヴァー・ワイマーク、ブライアン・タルボット、ケヴィン・ビーティー、エリック・ゲイツと多くの選手をユースから育て、いずれの選手も代表に選出された。国外のクラブからはフランス・ティッセン、アーノルド・ミューレンを獲得した。ロブソンは戦術的な才能があったが、優れた人間性も有しており、愛情深く、チームが最高の成果を出せるように熱心に取り組み、選手の才能を発揮させた。
2002年に功績を讃えて、イプスウィッチ・タウンのホームグラウンドであるポートマン・ロードのコボルドスタンド側に建立された実物大の銅像が披露された。2006年7月7日には1987年に亡くなったブランチェ・コボルド夫人が初めて任命されて以来となるクラブの名誉会長に名を連ねた。

### イングランド代表
イプスウィッチでの業績が評価され、ロブソンはイングランド代表監督の就任オファーを受けた。クラブのダイレクターであったパトリック・コボルドからは10年間の契約延長と昇給のオファーを受けたが、イングランド代表が1982 FIFAワールドカップから敗退した2日後の1982年7月7日、前監督であるロン・グリーンウッドに続いて代表監督に就任した。アシスタントコーチにはウェスト・ブロムウィッチ・アルビオン時代のチームメイトであるドン・ハウを任命した。
監督に就任した最初の試合でケビン・キーガンを招集しなかったため、就任早々議論を巻き起こした。1983年9月21日にはイングランド代表として戦った28試合の大会の予選の試合で唯一の敗北をデンマーク代表に喫し、この1敗によりUEFA欧州選手権1984の出場を逃すと、ブライアン・クラフに席を譲ると辞任を申し出たが、FAの会長であったバート・ミリチップは拒否したため（ミリチップとFAはクラフを良く思っていなかった）、1986 FIFAワールドカップまでチームを率いることになった。
本大会でのイングランド代表はキャプテンであったブライアン・ロブソンが肩の脱臼を再発したこともあり、十分なパフォーマンスを見せられなかったが、グループリーグの最終戦を前にマーク・ヘイトリーをピーター・ベアズリーに代えてゲーリー・リネカーと前線で組ませる変更を加えると、ポーランド代表戦と1回戦のパラグアイ代表戦をともに3-0で勝利した。
続くアルゼンチン代表戦はディエゴ・マラドーナの今では神の手とゴール・オブ・センチュリーとして知られる2ゴールにより敗れた。ロブソンは、マラドーナの神の仕業という主張には感心していなかった。
「あれは神の手ではない。悪党の手だ。神は関係ない… その日、私の目には永遠にマラドーナの名声は地に落ちた。」
UEFA欧州選手権1988の予選ではトルコ代表戦の8-0での勝利を含め、勝ち点は1ポイントしか落とさなかったが、本大会ではアイルランド代表、オランダ代表、ソビエト連邦代表の前にグループリーグで3戦全敗し、イギリスのメディアの批判を受けた。サウジアラビア代表と親善試合で引き分けた後には新聞社の1つが「アッラーに誓って」辞任を求め、ロブソンは辞意を伝えたが、ミリチップは再度それを拒否した（前回と同様にブライアン・クラフの存在が理由としてよく指摘されている）。
1990 FIFAワールドカップの予選では6試合を無失点で切り抜け、本大会では6つのシード国の1つであった。グループリーグではオランダ代表とアイルランド代表、エジプト代表と同居し、キャプテンのブライアン・ロブソンをアキレス腱の負傷で起用できなくなったが、3試合で勝ち点4を獲得し、首位でグループリーグを突破した。初戦のアイルランド代表戦を1-1で終えた後にはスイーパーを導入したシステムから伝統の4-4-2フォーメーションに選手が戻すことを要求したとの報道もあったが、ロブソンはそれを拒んだ。
「…変えるのは私であって、選手ではない。ファン・バステンとフリットに我々の穴を突かれることを許すつもりはなかった。」
決勝トーナメントではベルギー代表、カメルーン代表に勝利し、準決勝で西ドイツ代表と対戦した。
試合は延長戦を終えても1-1のままで、PK戦の末にイングランド代表は敗れた。試合後には、「準決勝でできた他の采配の可能性については考えない。そうしなければ前には進めない。」と述べた。ロブソンはアルフ・ラムゼイ以来となるワールドカップでイングランド代表をベスト4以上に導いた監督となり、国外で開催されたワールドカップに限れば唯一の監督であった。

### 国外での監督
ワールドカップ前にFAは、エールディヴィジ4連覇、UEFAチャンピオンズカップ 1987-88を制したフース・ヒディンクの後任としてPSVアイントホーフェンの監督に就任するため、ロブソンとは契約を延長しないことを発表していた。PSVはヒディンクと同様にチームに規律を植え付けることができる監督を捜していた。ロブソンはこの監督就任について「カルチャーショック」ではあるが「冒険心をくすぐられる」と述べた。ワールドカップ前に明らかとなったため、タブロイドはロブソンの愛国心について疑問を呈し、『トゥデイ』は裏切り者だと酷評した。
オランダ人の戦術に対する議論を好む姿勢はロブソンを驚かせ、オランダのサッカー専門誌『フェトバル・インターナショナル』のインタビューでは、「イギリス人選手は監督の決定を受け入れるが、ここではすべての試合の後に控えに回された選手が私に会いに来る。」と嘆いた。また、PSVにはブラジル代表のロマーリオが在籍しており、ロブソンは試合中に見せる素晴らしいプレイは認めていたが、サッカーに取り組む姿勢については不満を抱いていた。アシスタントコーチのフランク・アルネセンに通訳の役割を頼み、話し合いの場を設けたが、ロマーリオは自身のライフスタイルを変えたがらなかった。それでもPSVは1990-91シーズンと1991-92シーズンとリーグ戦で2連覇を果たしたが、ヨーロッパの大会では期待された以上の成果を出せず、ロブソンは1991-92シーズン終了後にクラブを去ることになると悟っていた。
1992年7月にスポルティングCPの監督に就任し、ポルトガル語の通訳は、将来的にFCポルト、チェルシー、インテル、レアル・マドリードで監督を務めることになる若きジョゼ・モウリーニョが担った。就任1年目のシーズンは3位で終了したが、クラブ内の状況は良くなく、ロブソンが興味を持っていない選手と契約をすることが多かったため、ロブソンは会長を「問題児」だと述べた。1993年12月、チームはリーグ戦で首位を走っていたが、ロブソンは監督を解任された。会長であったソウザ・シントラは、カジノ・ザルツブルクに敗れ、UEFAカップで早期敗退したことが解任の理由だと述べた。
スポルティングのライバルであるFCポルトはすぐにロブソンに接触し、モウリーニョはアシスタントコーチに指名された。同じアパート群に住んでいた当時16歳のアンドレ・ビラス・ボアス（将来FCポルト、チェルシー、トッテナム・ホットスパーで監督を務めることになる）はロブソンに自身を売り込み、ロブソンはその後ポルトの分析を行う部門で働けるよう手配し、17歳と技術的に未熟であるにも関わらず、スコットランドでUEFAのCライセンスが取得できるよう手助けをした。監督に就任した当時のポルトは貧しく、平均観客動員数は1万人にまで下がっていたが、タッサ・デ・ポルトガルの決勝に進出し、ロブソンが監督を務めていたスポルティングを破り、タイトルを獲得した。翌1994-95シーズンはリーグ戦で優勝し、1995-96シーズンには連覇を達成した。
ポルトで実績を残し、5-0で勝つ試合が何度もあり、地元では「ボビー・ファイブ・オー」と讃えられ、1995年にはクラブと新たな契約を結んだ。悪性黒色腫の影響により、1995-96シーズンの始めの5ヶ月は監督業から一時離れたが、リーグタイトルの防衛には成功した。ロブソンが去った後、クラブはリーグ戦で3連覇を達成することになるが、その礎を築いたのはロブソンであると言って差し支えなかった。
1996年の夏、FCバルセロナの副会長であったホアン・ガスパルトからルイス・フィーゴのことについて電話を受けたが、結果的に監督就任のオファーを受けた。1996年7月に監督に就任したが、モウリーニョのアシスタントコーチ起用を条件に挙げ、再び一緒に仕事をすることになった。短い監督就任期間中にロブソンが下した重要な決定の一つは1950万ドルで獲得したロナウドとの契約であり、コパ・デル・レイ、スーペルコパ・デ・エスパーニャ、UEFAカップウィナーズカップのタイトル獲得に大きな影響を与えた。ロブソンは1996-97シーズンのヨーロッパ最優秀監督に投票で選ばれ、ロナウドは、「疑うまでもなく世界で最も優れた監督の一人だ。」と称えた。
1997-98シーズンはルイ・ファン・ハールが監督に就任し、ロブソンはゼネラルマネージャーに押し上げられた。しかし、そのポストには1シーズンしか残らず、1998-99シーズンにはPSVと短期間の契約を結んだ。リーグ戦ではフェイエノールト、ヴィレムIIの後塵を拝したが、ヨハン・クライフ・スハールでは優勝し、最終戦を終え3位に着けたため、チャンピオンズリーグの予備予選への出場権も獲得した。

### イングランド復帰

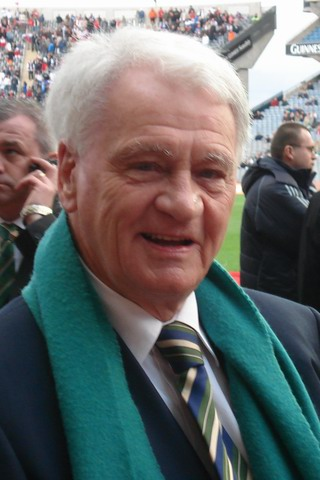
2007年3月29日にクローク・パークで行われたアイルランド代表対スロバキア代表戦に姿を見せたロブソン

契約満了後、ロブソンはFAの技術部門のポストに着きイングランドへと戻った。そして、1999年9月、ルート・フリットがニューカッスル・ユナイテッドの監督を辞任すると、後任として監督に就任した。当初はニューカッスルのオファーが相場よりかなり低くロブソンは落胆したが、交渉の末、年俸100万ポンドで契約がまとまった。
最初のホームゲームは最下位に位置していたニューカッスルの1つ上の順位にいたシェフィールド・ウェンズデイ戦であったが、8-0と一蹴した。指揮を執った最初の1999-2000シーズンは指揮した32試合で14勝を挙げ11位で終えた。2000年10月にケビン・キーガンがイングランド代表の監督を辞任するとFAはニューカッスルの会長であったフレディ・シェパードにロブソンが暫定的に指揮を執ることが可能か尋ねたが、シェパードはそれを断った。2001-02シーズンはリーグ戦で4位に入り、翌シーズンは3位に着け、2シーズン連続でチャンピオンズリーグの出場権を獲得したが、2003-04シーズンはチャンピオンズリーグの本選に進むことができず、UEFAカップに回った。リーグ戦では4位に5ポイント届かず5位に終わったが、UEFAカップではマルセイユに敗れたものの準決勝に進出した。
2004年8月30日、プレミアリーグでの開幕からの躓きと選手からも不満が噴出し、ロブソンは監督を解任された。ロブソンの失望は前シーズン終了時のセント・ジェームズ・パークでのファンへの挨拶回りの際に5,000人しか残っていなかった惨状に続くものであった。しかし、ロブソンは今でもファンからは高い評価を受けており、2005年3月2日にはニューカッスル・アポン・タインの自由民の名誉を授かった。
「クラブとは一体何だろうか?建物や役員、選手たちではない。テレビ放送の契約やマーケティング部門、免責条項、エグゼクティブシートにはない。それは歓声や情熱、帰属意識、その街に対するプライドである。クラブとは小さな子どもが初めて父に手を引かれ、階段を上り目の前に広がる神聖なピッチを見下ろせば、ぽかんと口を開けて何もできないまま恋に落ちずにはいられないものである。」
2005年に自叙伝『Bobby Robson: Farewell but not Goodbye』が出版され、タイトルは1990年に代表監督の仕事から離れる際に言った「私はお別れを言うためにここにいる。さようならだが、きっとさようならではない。」という言葉から引用された。その本の中ではシェパードについて、選手の契約や移籍交渉についての情報を与えてくれなかったとして批判的であり、また、シェパードと会長代理を務めたダグラス・ホールはトップチームとスタジアム以外の練習場やユースの育成、発掘について消極的であったことを非難した。練習場の環境についてはロブソンの後任であるグレアム・スーネスもトップチームに怪我人が続出したことから非難をした。

### サッカーコンサルタント
2005年6月7日、ハーツからフットボールダイレクター就任のオファーを受けたが、ニューカッスル近辺に留まりたかったために断った。2006年1月13日、アイルランド代表が監督にスティーヴ・ストーントンが任命され、サポート役としてロブソンが顧問に就いたが、EURO 2008の出場権を逃した2007年11月17日にポストを退いた。また、ロブソンはリーグ監督協会の副会長を務めていた。

## サッカー以外での生活

### パーソナルライフ
ロブソンはエルシー・グレイと実家に帰省している際に出会った。彼女は当時看護学生であり、後に教師になった。1955年に結婚し、フラムのチームメイトであったトム・ウィルソンがベストマンを務めた。1991年からがんを患っていると診断を受け、手術を繰り返し、2006年には脳腫瘍の手術を受けた。病気は監督業にも影響を与え、FCポルトの監督を務めていた1995-96シーズンには悪性黒色腫を患ったため数ヶ月チームを離脱した。
2006年10月17日にアイルランド代表の顧問を引き受けた際にはすべて克服したと話したが、2007年5月17日に5度目のがんの診断を受けたことを明かした。2008年5月17日に行われたFAカップ決勝にはウェンブリー・スタジアムに来賓として招待され、ポーツマスのキャプテンであったソル・キャンベルにトロフィーを手渡した。

### その他の活動
カールスバーグのコマーシャル出演などロブソンはいくつかの宣伝に起用された。2002 FIFAワールドカップとEURO 2004ではITVで解説者を務め、2004年にブライアン・クラフが亡くなった後は『フォーフォーツー』で後任としてコラムを担当し、『ザ・メール・オン・サンデー』でも毎週コラムを執筆していた。

### ボビー・ロブソン基金
ロブソンは1992年に大腸がん、1995年には悪性黒色腫、2006年には右の肺と脳の腫瘍と何度も病気と闘ってきた。脳腫瘍に起因する脳卒中では体の一部に麻痺が残り、悪性黒色腫を取り除いた後には上あごに人工骨が埋め込まれた。2007年に5度目のがんが両方の肺に見つかり、化学療法で治療を行っていたが、2007年に末期症状と診断された。このような経験から、5度目のがんの診断を受けた後にロブソンは残りの人生を病気と闘う人たちのために捧げることを決心し、2008年3月25日にサー・ボビー・ロブソン基金を設立した。集めたお金はサー・ボビー・ロブソンがん研究センターの設備投資やニューカッスル・アポン・タインにあるフリーマン病院、イングランド北東部で行われるがんに関するプロジェクトに投資され続けている。
2009年7月26日には活動の一環として1990 FIFAワールドカップ準決勝のリターンマッチがセント・ジェームズ・パークで行われ、試合には当時のオリジナルメンバーとゲストが集まった。ロブソンは試合前に儀仗兵による栄誉礼を受けた。
ロブソンが亡くなった時点で基金は160万ポンドを集めていたが、死後18日間の間に156,000ポンドの寄付が集まった。2009年10月15日には200万ポンドを突破し、家族の要望によりアラン・シアラーがロブソンの後を継ぐことが併せて発表された。2010年にはスティーヴ・ギブソン、ミック・マイルズ、ナイアル・クインが後援者に加わった。

## 死去
2009年7月31日、ロブソンはダラムにある自宅で長い闘病生活の末に肺がんのため亡くなった。76歳であった。訃報が流れるとサッカー界や政界の多くの人たちから哀悼のコメントが寄せられた。マンチェスター・ユナイテッドで監督を務めていたアレックス・ファーガソンは、「大切な友人で、彼ほどサッカーへ情熱を傾けた人物はいなかった。」と話し、ともに仕事をしたジョゼ・モウリーニョは、「ボビー・ロブソンは永遠だ。」と話し、UEFAの会長を務めるミシェル・プラティニは、「選手としても監督としても素晴らしい結果を残したことだけではなく、本当に温かみがあり情熱的な人物として記憶されるだろう。」と話した。ゲーリー・リネカーは、「悲しい日であり、大きなものを失ってしまった。彼は本当に素晴らしい人物であり、すべての国民が悲しみに暮れるだろう。彼より情熱的な人物の下でプレイしたことはなかった。彼は試合に多くの影響を与えた。」と話し、トニー・ブレア元首相は、サー・ボビーは「本物のイギリス紳士」だと称えた。当時首相であったゴードン・ブラウンは、ロブソンは「この国のサッカーの素晴らしい面をすべて示している」と話した。
2009年8月5日に葬式は近親者のみで執り行われ、家族の意向により会場は式が終わるまで明らかにされなかった。2009年9月21日にダラム大聖堂でお別れの会が催され、1,000人が招待された。その模様は全国に中継され、ニューカッスルのセント・ジェームズ・パーク、イプスウィッチのポートマン・ロード、フラムのクレイヴン・コテージでも流された。ロブソンは妻と3人の息子、アンドリュー、ポール、マークを残して先立った。

## 名声
ロブソンはサッカーに対する貢献から数多くの栄誉を与えられている。1990年に8年間の代表監督を終えた後にはCBEを受勲し、2002年にはナイトを叙された。この二つはともに監督での功績に対して与えられた。
ニューカッスルの監督を務めていた2002年にはニューカッスル・アポン・タインの自由民の栄誉を授かり、サッカーに対する貢献からUEFA会長賞が贈られた。2003年には監督としての功績が評価され、イングランドサッカーの殿堂入りをした。ロブソンは2005年に出版した自叙伝の中で、ニューカッスルの自由民の栄誉を授かったことが「これまでの人生の中で最も誇らしい瞬間」だったと述懐している。1992年にはサッカー記者協会から感謝賞が贈られ、2001年にはイギリスの記者協会から優れた業績に対してパット・ベストフォード賞が与えられた。2005年にはその生涯に対してSports Coach UK賞が贈られ、2006年にはFAIインターナショナル・スポーツ・パーソナリティ・オブ・ザ・イヤーを受賞した。2007年12月9日には「選手、監督して半世紀以上にも渡る貢献」に対してBBCスポーツ・パーソナリティ・オブ・ザ・イヤーの生涯功労賞が贈られた。
2008年5月5日、イプスウィッチ・タウンのFAカップ獲得から30周年を記念した式典の中でイプスウィッチの女性市長から自由民の栄誉が与えられた。2008年12月8日にはダラムからも自由民の栄誉が贈られた。2009年3月には「サッカーの試合に自身を捧げ良い影響を与えた」としてUEFAのメリット勲章に選ばれ、死去の5日前にセント・ジェームズ・パークで行われたチャリティマッチの際にロブソンに贈られた。

### 死後の栄誉

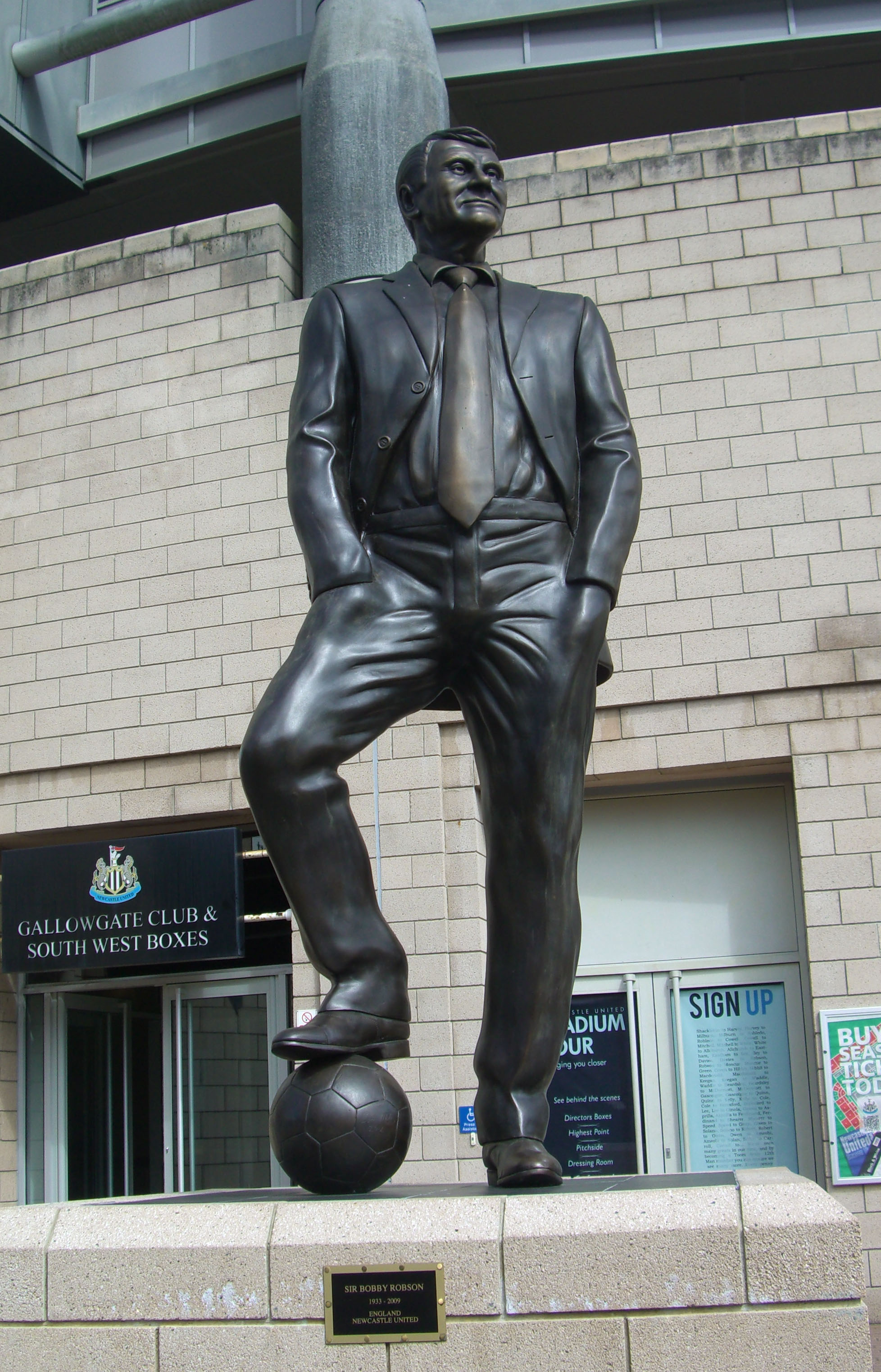
セント・ジェームズ・パークに立つロブソンの銅像

2009年12月、「選手、監督として見せた素晴らしい姿勢」に対してFIFAフェアプレー賞が贈られた。2009-10シーズンにはすべてのイングランドで行われたリーグの開幕戦の際に1分間の黙祷（ロブソンの場合スタンディングオベーション）が捧げられた。
サー・ボビー・ロブソン基金に対する援助のため、フットボールリーグは2009年9月26日にポートマン・ロードで行われたチャンピオンシップのニューカッスル・ユナイテッド対イプスウィッチ・タウン戦の際に特別仕様のユニフォームを着ることを許可した。ハーフタイムにはポートマン・ロードの北側のスタンドがサー・ボビー・ロブソン・スタンドと名付けられたことが発表された。
ロブソンの一周忌にはセント・ジェームズ・パークでニューカッスル・ユナイテッドとPSVアイントホーフェンの親善試合が行われ、試合前にはロブソンのPSV監督時代のキャプテンであるスタン・ファルクスがニューカッスルにユニフォームを贈った。
2010年7月、市議会と都市再生に取り組む会社NE1 Ltdが提携し、セント・ジェームズ・パークに近いガロウゲート通りにロブソンの記念公園を造る計画が発表された。公園は400平方メートルの広さで2011年の春に完成する予定で、2010年11月に工事が始まった。
2011年3月に鉄道管理会社であるイースト・コーストはクラス91型の電車の1台にサー・ボビー・ロブソンと名付けることがエルシー夫人とアラン・シアラー立会いの下、ニューカッスル中央駅で発表された。2012年5月6日に彫刻家トム・マレイによる制作でロブソンの銅像が建立されることが明らかとなり、2013年7月16日に披露された。

## 監督成績

揮を執ったクラブの順位 （フルシーズン指揮を執っていないシーズンも含む）

| チーム                       | 就任      | 退任       | 記録     | 記録  | 記録 | 記録 | 記録   |        |
| 試合数                       | 勝ち      | 分け       | 負け     | 勝率  |      |      |        |        |
| ---------------------------- | --------- | ---------- | -------- | ----- | ---- | ---- | ------ | ------ |
| フラム                       | 1968年1月 | 1968年11月 | 36       | 6     | 9    | 21   | 016.67 |        |
| イプスウィッチ・タウン       | 1969年1月 | 1982年8月  | 709      | 316   | 173  | 220  | 044.57 |        |
| イングランド代表             | 1982年7月 | 1990年7月  | 95       | 47    | 30   | 18   | 049.47 |        |
| PSV                          | 1990年7月 | 1992年6月  | 76       | 52    | 17   | 7    | 068.42 |        |
| スポルティングCP             | 1992年7月 | 1993年12月 | 59       | 34    | 13   | 12   | 057.63 |        |
| ポルト                       | 1994年1月 | 1996年7月  | 120      | 86    | 23   | 11   | 071.67 |        |
| バルセロナ                   | 1996年7月 | 1997年5月  | 58       | 38    | 12   | 8    | 065.52 |        |
| PSV                          | 1998年7月 | 1999年6月  | 38       | 20    | 10   | 8    | 052.63 |        |
| ニューカッスル・ユナイテッド | 1999年9月 | 2004年8月  | 255      | 119   | 64   | 72   | 046.67 |        |
| トータル                     | トータル  | トータル   | トータル | 1,446 | 718  | 351  | 377    | 049.65 |

## 獲得タイトル

### 監督時代

#### クラブ
イプスウィッチ・タウンFC
- FAカップ (1) : 1977-78
- UEFAカップ (1) : 1980-81
- テクサコカップ (1) : 1973

イングランド代表
- ワールドカップ – ベスト4 (1) : 1990
- ラウスカップ (3) : 1986, 1988, 1989

PSVアイントホーフェン
- エールディヴィジ (2) : 1990-91, 1991-92

FCポルト
- プリメイラ・リーガ (2) : 1994-95, 1995-96
- タッサ・デ・ポルトガル (1) : 1993-94

FCバルセロナ
- コパ・デル・レイ (1) : 1996-97
- スーペルコパ・デ・エスパーニャ (1) : 1996
- UEFAカップウィナーズカップ (1) : 1997

#### 個人
- プレミアリーグ月間最優秀監督：6回（2000年2月、2000年8月、2001年12月、2002年2月、2003年1月、2003年10月）